# توم والش (نقابي)
توم والش (بالإنجليزية: Tom Walsh)‏ هو نقابي أسترالي، ولد في 15 يناير 1871 في Youghal ‏ في جمهورية أيرلندا، وتوفي في 5 أبريل 1943 في North Sydney ‏ في أستراليا.